# Germany's Next Topmodel (mùa 7)
Germany's Next Topmodel, Mùa 7 là mùa thứ bảy của Germany's Next Topmodel (thường được viết tắt là GNTM) được phát sóng trên mạng lưới truyền hình Đức ProSieben. Chương trình bắt đầu phát sóng vào ngày 23 tháng 3 năm 2012.
Người chiến thắng của mùa giải này là Luisa Hartema, 16 tuổi từ Leer. Cô giành được:
- 1 hợp đồng người mẫu với OneEins GmbH Management
- Lên ảnh bìa tạp chí Cosmopolitan
- 1 hợp đồng quảng cáo cho Emmi Caffè Latte, Maybelline Jade & Zalando
- 1 căn hộ tự chọn ở 1 kinh đô thời trang từ Venus Gillette
- 1 chiếc Opel Corsa

## Các thí sinh
(Tuổi tính từ ngày dự thi)
| Thí sinh                       | Tuổi | Chiều cao              | Quê quán                  | Bị loại ở | Hạng              |
| ------------------------------ | ---- | ---------------------- | ------------------------- | --------- | ----------------- |
| Romina Djurovic                | 16   | 1,77 m (5 ft 9+1⁄2 in) | Bettendorf                | Tập 2     | 25–23             |
| Laura Wittek                   | 18   | 1,76 m (5 ft 9+1⁄2 in) | Groß-Gerau                | Tập 2     | 25–23             |
| Abiba Bakayoko                 | 18   | 1,78 m (5 ft 10 in)    | Berlin                    | Tập 2     | 25–23             |
| Valerie-Charlotte von Schröder | 19   | 1,75 m (5 ft 9 in)     | Hamburg                   | Tập 3     | 22–19             |
| Sabine Snobl                   | 19   | 1,83 m (6 ft 0 in)     | Rhineland-Palatinate      | Tập 3     | 22–19             |
| Isabell Janku                  | 16   | 1,75 m (5 ft 9 in)     | Bavaria                   | Tập 3     | 22–19             |
| Franziska Poehling             | 18   | 1,77 m (5 ft 9+1⁄2 in) | Oldenburg                 | Tập 3     | 22–19             |
| Anelia Moor                    | 19   | 1,74 m (5 ft 8+1⁄2 in) | Rosenheim                 | Tập 4     | 18                |
| Natalia Kowalczykowska         | 20   | 1,77 m (5 ft 9+1⁄2 in) | Kitzingen                 | Tập 5     | 17–16             |
| Michelle Lafleur               | 17   | 1,71 m (5 ft 7+1⁄2 in) | Regensburg                | Tập 5     | 17–16             |
| Maxi Böttcher                  | 17   | 1,72 m (5 ft 7+1⁄2 in) | Roßtal                    | Tập 6     | 15                |
| Jasmin Abraha                  | 17   | 1,77 m (5 ft 9+1⁄2 in) | Baden-Baden               | Tập 7     | 14                |
| Annabelle Rieß                 | 23   | 1,75 m (5 ft 9 in)     | Berlin                    | Tập 8     | 13                |
| Melek Civantürk                | 20   | 1,75 m (5 ft 9 in)     | Stuttgart                 | Tập 9     | 12                |
| Shawny Sander                  | 17   | 1,72 m (5 ft 7+1⁄2 in) | Berlin                    | Tập 10    | 11                |
| Laura Scharnagl                | 17   | 1,76 m (5 ft 9+1⁄2 in) | Tirschenreuth             | Tập 11    | 10                |
| Inga Bobkow                    | 17   | 1,73 m (5 ft 8 in)     | Berlin                    | Tập 11    | 9                 |
| Lisa Volz                      | 20   | 1,73 m (5 ft 8 in)     | Saarbrücken               | Tập 12    | 8                 |
| Diana Ovchinnikova             | 17   | 1,74 m (5 ft 8+1⁄2 in) | Hagen                     | Tập 13    | 7 (dừng cuộc thi) |
| Evelyn Keck                    | 18   | 1,78 m (5 ft 10 in)    | Bad Neustadt an der Saale | Tập 14    | 6 (dừng cuộc thi) |
| Sara Kulka                     | 21   | 1,74 m (5 ft 8+1⁄2 in) | Leipzig                   | Tập 15    | 5                 |
| Kasia Lenhard†                 | 16   | 1,73 m (5 ft 8 in)     | Berlin                    | Tập 16    | 4                 |
| Dominique Miller               | 22   | 1,75 m (5 ft 9 in)     | Mannheim                  | Tập 16    | 3                 |
| Sarah-Anessa Hitzschke         | 18   | 1,78 m (5 ft 10 in)    | Hannover                  | Tập 16    | 2                 |
| Luisa Hartema                  | 16   | 1,78 m (5 ft 10 in)    | Leer                      | Tập 16    | 1                 |

## Thứ tự gọi tên
| 1  | Luisa      | Shawny                                | Maxi            | Kasia     | Kasia     | Luisa     | Shawny    | Evelyn    | Dominique | Kasia     | Diana     | Dominique  | Diana     | Sarah-A.       | Sarah-A.  | Sarah-A.  | Luisa     | Luisa    |  |  |  |  |  |  |  |  |  |  |  |  |  |  |
| 2  | Melek      | Annabelle Inga Luisa Natalia Sarah-A. | Shawny          | Shawny    | Dominique | Evelyn    | Dominique | Kasia     | Luisa     | Diana     | Dominique | Kasia      | Dominique | Kasia          | Luisa     | Luisa     | Sarah-A.  | Sarah-A. |  |  |  |  |  |  |  |  |  |  |  |  |  |  |
| 3  | Michelle   | Annabelle Inga Luisa Natalia Sarah-A. | Kasia           | Sarah-A.  | Luisa     | Inga      | Evelyn    | Inga      | Sara      | Lisa      | Sarah-A.  | Evelyn     | Kasia     | Luisa          | Kasia     | Dominique | Dominique |          |  |  |  |  |  |  |  |  |  |  |  |  |  |  |
| 4  | Shawny     | Annabelle Inga Luisa Natalia Sarah-A. | Luisa           | Dominique | Sara      | Sara      | Sara      | Dominique | Diana     | Dominique | Evelyn    | Sarah-A.   | Sarah-A.  | Dominique Sara | Dominique | Kasia     |           |          |  |  |  |  |  |  |  |  |  |  |  |  |  |  |
| 5  | Dominique  | Annabelle Inga Luisa Natalia Sarah-A. | Dominique       | Evelyn    | Annabelle | Melek     | Kasia     | Shawny    | Evelyn    | Evelyn    | Sara      | Luisa      | Evelyn    | Dominique Sara | Sara      |           |           |          |  |  |  |  |  |  |  |  |  |  |  |  |  |  |
| 6  | Kasia      | Annabelle Inga Luisa Natalia Sarah-A. | Diana           | Inga      | Evelyn    | Sarah-A.  | Sarah-A.  | Sarah-A.  | Sarah-A.  | Luisa     | Kasia     | Diana Sara | Luisa     | Evelyn         |           |           |           |          |  |  |  |  |  |  |  |  |  |  |  |  |  |  |
| 7  | Lisa       | Laura S.                              | Inga            | Laura S.  | Shawny    | Annabelle | Laura S.  | Laura S.  | Inga      | Sara      | Luisa     | Diana Sara | Sara      |                |           |           |           |          |  |  |  |  |  |  |  |  |  |  |  |  |  |  |
| 8  | Isabell    | Michelle                              | Annabelle       | Lisa      | Lisa      | Kasia     | Lisa      | Lisa      | Kasia     | Inga      | Lisa      | Lisa       |           |                |           |           |           |          |  |  |  |  |  |  |  |  |  |  |  |  |  |  |
| 9  | Jasmin     | Diana                                 | Laura S.        | Annabelle | Laura S.  | Dominique | Inga      | Sara      | Lisa      | Sarah-A.  | Inga      |            |           |                |           |           |           |          |  |  |  |  |  |  |  |  |  |  |  |  |  |  |
| 10 | Sarah-A.   | Maxi                                  | Michelle        | Maxi      | Inga      | Laura S.  | Melek     | Diana     | Laura S.  | Laura S.  |           |            |           |                |           |           |           |          |  |  |  |  |  |  |  |  |  |  |  |  |  |  |
| 11 | Laura S.   | Melek                                 | Natalia         | Diana     | Jasmin    | Lisa      | Luisa     | Luisa     | Shawny    |           |           |            |           |                |           |           |           |          |  |  |  |  |  |  |  |  |  |  |  |  |  |  |
| 12 | Evelyn     | Jasmin                                | Evelyn          | Sara      | Melek     | Diana     | Diana     | Melek     |           |           |           |            |           |                |           |           |           |          |  |  |  |  |  |  |  |  |  |  |  |  |  |  |
| 13 | Franziska  | Evelyn                                | Melek           | Luisa     | Diana     | Shawny    | Annabelle |           |           |           |           |            |           |                |           |           |           |          |  |  |  |  |  |  |  |  |  |  |  |  |  |  |
| 14 | Natalia    | Anelia                                | Lisa            | Jasmin    | Sarah-A.  | Jasmin    |           |           |           |           |           |            |           |                |           |           |           |          |  |  |  |  |  |  |  |  |  |  |  |  |  |  |
| 15 | Sabine     | Lisa                                  | Sara            | Melek     | Maxi      |           |           |           |           |           |           |            |           |                |           |           |           |          |  |  |  |  |  |  |  |  |  |  |  |  |  |  |
| 16 | Valerie-C. | Dominique                             | Jasmin Sarah-A. | Natalia   |           |           |           |           |           |           |           |            |           |                |           |           |           |          |  |  |  |  |  |  |  |  |  |  |  |  |  |  |
| 17 | Annabelle  | Kasia Sara                            | Jasmin Sarah-A. | Michelle  |           |           |           |           |           |           |           |            |           |                |           |           |           |          |  |  |  |  |  |  |  |  |  |  |  |  |  |  |
| 18 | Diana      | Kasia Sara                            | Anelia          |           |           |           |           |           |           |           |           |            |           |                |           |           |           |          |  |  |  |  |  |  |  |  |  |  |  |  |  |  |
| 19 | Anelia     | Valerie-C.                            |                 |           |           |           |           |           |           |           |           |            |           |                |           |           |           |          |  |  |  |  |  |  |  |  |  |  |  |  |  |  |
| 20 | Inga       | Franziska                             |                 |           |           |           |           |           |           |           |           |            |           |                |           |           |           |          |  |  |  |  |  |  |  |  |  |  |  |  |  |  |
| 21 | Maxi       | Sabine                                |                 |           |           |           |           |           |           |           |           |            |           |                |           |           |           |          |  |  |  |  |  |  |  |  |  |  |  |  |  |  |
| 22 | Sara       | Isabell                               |                 |           |           |           |           |           |           |           |           |            |           |                |           |           |           |          |  |  |  |  |  |  |  |  |  |  |  |  |  |  |
| 23 | Abiba      |                                       |                 |           |           |           |           |           |           |           |           |            |           |                |           |           |           |          |  |  |  |  |  |  |  |  |  |  |  |  |  |  |
| 24 | Laura W.   |                                       |                 |           |           |           |           |           |           |           |           |            |           |                |           |           |           |          |  |  |  |  |  |  |  |  |  |  |  |  |  |  |
| 25 | Romina     |                                       |                 |           |           |           |           |           |           |           |           |            |           |                |           |           |           |          |  |  |  |  |  |  |  |  |  |  |  |  |  |  |

     Thí sinh có tấm ảnh đẹp nhất tuần
     Thí sinh được miễn loại
     Thí sinh bị loại
     Thí sinh bị loại trước khi đánh giá
     Thí sinh dừng cuộc thi
     Thí sinh không bị loại khi rơi vào cuối bảng
     Thí sinh chiến thắng cuộc thi
- Thứ tự gọi tên chỉ lần lượt từng người an toàn
- Trong tập 10, Dominique đã được miễn loại vì chiến thắng thử thách nên cô được bước vào top 10.
- Trong tập 11, Laura đã bị loại sau khi thử thách trình diễn thời trang với Naomi Campbell.
- Trong tập 13, Diana quyết định dừng cuộc thi vì vấn đề gia đình. Evelyn cũng dừng cuộc thi ở tập phim tiếp theo vì lý do tương tự.
- Trong tập 14, Sarah-Anessa tiến thẳng vào đêm chung kết.

### Buổi chụp hình
- Tập 2: Áo tắm ở Phuket
- Tập 3: Ảnh bìa tạp chí Gala
- Tập 4: Đêm của những quý cô với Heidi Klum
- Tập 5: Ảnh chân dung với con kì nhông
- Tập 6: Lơ lửng trên không
- Tập 7: Ngôi sao nhạc rock bơi trên đám đông
- Tập 8: Chiến binh rừng xanh
- Tập 9: Nhảy ra khỏi ngôi nhà đang cháy
- Tập 10: Phong cách nhảy dù trên mặt đất
- Tập 11: Video thời trang cao cấp
- Tập 12: Sơn người thành động vật
- Tập 13: Người cá
- Tập 14: Lãng mạn dưới mắt nước
- Tập 15: Buổi chụp hình đầy bất ngờ; Ảnh bìa tạp chí Cosmopolitan